# Muhàmmad ibn Yússuf al-Warraq
Abu-Abd-Al·lah Muhàmmad ibn Yússuf al-Warraq at-Tarikhí (Guadalajara?, novembre de 904 - Còrdova, octubre de 973) fou un geògraf andalusí originari de Guadalajara (podria haver nascut a Kairuan, però en tot cas des de jove va viure a Guadalajara).
Va compondre una obra d'itineraris i regnes per al califa al-Hàkam II (961-976) que es va titular Kitab massàlik Ifríqiya wa-mamàliki-ha. La seva obra no s'ha conservat, així com tampoc altres escrits seus d'història sobre els sobirans d'Ifríqiya i les seves guerres, i monografies sobre Tahart, Orà, Ténès, Sigilmasa, Nakur o al-Basra. Fou una de les fonts principals d'al-Bakrí.